# Delta barion
Delta barioni (ili Δ barioni) su obitelj  subatomskih čestica sačinjenih od 3 gornja (u) ili donja (d) kvarka.
Postoje četiri Δ bariona: Δ++ (sačinjavaju ga uuu kvarkovi), Δ+ (uud), Δ0 (udd), i Δ− (ddd), s respektivnim nabojem od +2 e, +1 e, 0 e, i −1 e.
Δ barioni imaju masu od oko 1232 MeV/c2, spin od 3⁄2, a izospin od 3⁄2. Na mnogo načina, Δ barioni su 'uzbuđeni' nukleoni (simbol N), sačinjeni od istih kvarkova u nižeenergetskoj konfiguraciji spina (spin 1⁄2). Δ+ (uud) i Δ0 (udd) su višeenergetski ekvivalenti protona (N+, uud) i neutrona (N0, udd). Δ++ and Δ− nemaju nukleonski ekvivalent.

## Sastav
Četiri Δ bariona se razlikuju po električnim nabojima, koji su rezultat zbroja naboja sastavnih kvarkova. Postoje i četiri antičestice suprotnih naboja, sačinjene od istih antikvarkova. Postojanje Δ++, s neobičnim +2 nabojem, je bio važan trag u istraživanju kvarkovskog modela.

## Raspad
Svi Δ barioni brzo se raspadaju, zbog jake nuklearne sile u nukleon (proton ili neutron) i pion of pripadajučeg naboja. Amplitude završnih nabojnih stanja se dobivaju pripadajućim izospinskim parovima. Rjeđe i sporije, Δ+ se može raspasti u proton i foton, dok se Δ0 može raspasti u neutron i foton.

## Tablica
| Ime čestice | Oznaka | Sačinjavajući kvarkovi | Masa mirovanja (MeV/c2) | I3   | JP   | Q (e) | S | C | B′ | T | Vrijeme poluraspada (s) | Raspada se na:      |
| ----------- | ------ | ---------------------- | ----------------------- | ---- | ---- | ----- | - | - | -- | - | ----------------------- | ------------------- |
| Delta       | Δ++    | u                      | 1,232 ± 2               | +3⁄2 | 3⁄2+ | +2    | 0 | 0 | 0  | 0 | (5.63±0.14)×10−24[a]    | p+ + π+             |
| Delta       | Δ+     | ud                     | 1,232 ± 2               | +1⁄2 | 3⁄2+ | +1    | 0 | 0 | 0  | 0 | (5.63±0.14)×10−24[a]    | π+ + n0 ili π0 + p+ |
| Delta       | Δ0     | ud                     | 1,232 ± 2               | −1⁄2 | 3⁄2+ | 0     | 0 | 0 | 0  | 0 | (5.63±0.14)×10−24[a]    | π0 + n0 ili π- + p+ |
| Delta       | Δ-     | d                      | 1,232 ± 2               | −3⁄2 | 3⁄2+ | −1    | 0 | 0 | 0  | 0 | (5.63±0.14)×10−24[a]    | π- + n0             |